# István Csiszár
István Csiszár [ištván čisár] (maďarsky Csiszár István; 21. července 1926 – 1981) byl maďarský fotbalový útočník a trenér. V Československu působil jako repatriant po druhé světové válce.

## Hráčská kariéra
V maďarské lize hrál za Ferencvárosi TC (20. června 1946 – 27. června 1948) v šesti zápasech, aniž by skóroval. V československé lize nastupoval za Jednotu Košice (5. května 1946 – 24. srpna 1947), za niž během tří sezon vsítil dvanáct branek.

### Prvoligová bilance
| Ročník               | Zápasy | Góly | Minuty | Klub              |
| -------------------- | ------ | ---- | ------ | ----------------- |
| I. čs. liga 1945/46  | –      | 1    | –      | ŠK Jednota Košice |
| I. maď. liga 1945/46 | 2      | 0    | 180    | Ferencvárosi TC   |
| I. čs. liga 1946/47  | –      | 11   | –      | ŠK Jednota Košice |
| I. čs. liga 1947/48  | 1      | 0    | 90     | ŠK Jednota Košice |
| I. maď. liga 1947/48 | 4      | 0    | 360    | Ferencvárosi TC   |
| CELKEM I. LIGA       | –      | 12   | –      |                   |
| CELKEM I. LIGA       | 6      | 0    | 540    |                   |

## Trenérská kariéra
Po skončení hráčské kariéry se stal trenérem.